# (Metil-Co(III) tetrametilamonijum-specifični korinoidni protein):koenzim M metiltransferaza
(metil-Co(III) tetrametilamonijum-specifični korinoidni protein):koenzim M metiltransferaza (EC 2.1.1.253, metiltransferaza 2, mtqA (gen)) je enzim sa sistematskim imenom korinoidni protein specifičan za metilisani tetrametilamonijak:koenzim M metiltransferaza. Ovaj enzim katalizuje sledeću hemijsku reakciju
[metil-(III) tetrametilamonijum-specifični korinoidni protein] + koenzim M {\displaystyle \rightleftharpoons } metil-KoM + [Co(I) tetrametilamonijum-specifični korinoidni protein]
Ovaj enzim učestvuje u metanogenezi sa tetrametilamonijuma.

## Literatura
- Nicholas C. Price; Lewis Stevens (1999). Fundamentals of Enzymology: The Cell and Molecular Biology of Catalytic Proteins (Third изд.). USA: Oxford University Press. ISBN 019850229X.
- Eric J. Toone (2006). Advances in Enzymology and Related Areas of Molecular Biology, Protein Evolution (Volume 75 изд.). Wiley-Interscience. ISBN 0471205036.
- Branden C; Tooze J. Introduction to Protein Structure. New York, NY: Garland Publishing. ISBN 0-8153-2305-0.
- Irwin H. Segel. Enzyme Kinetics: Behavior and Analysis of Rapid Equilibrium and Steady-State Enzyme Systems (Book 44 изд.). Wiley Classics Library. ISBN 0471303097.

## Spoljašnje veze
- (methyl-Co(III)+tetramethylammonium-specific+corrinoid+protein):coenzyme+M+methyltransferase на 